# Tobey (Eminem, Big Sean e BabyTron)
Tobey è un singolo dei rapper statunitensi Eminem, Big Sean e BabyTron, pubblicato il 2 luglio 2024 come secondo estratto dal dodicesimo album in studio di Eminem The Death of Slim Shady (Coup de Grâce).

## Antefatti e descrizione
Il 28 giugno 2024, Eminem pubblica sui social media un teaser dai toni horror per il suo nuovo singolo Tobey, video che annuncia la data di pubblicazione del singolo e del video musicale. Il video contiene anche una breve anteprima del brano, anteprima con un riferimento a Spider-Man, in particolare ad uno dei suoi interpreti, Tobey Maguire.

## Video musicale
Il video del brano è stato reso disponibile  il 5 luglio 2024, diretto da Cole Bennett.